# Алая буква (фильм, 2004)
«Алая буква» (кор. 朱紅글씨, англ. The Scarlet Letter) — южнокорейская драма 2004 года режиссёра Пён Хёка.

## Сюжет
Кхихун — самоуверенный детектив отдела убийств. Ему поручают новое дело — убийство мужчины. Подозрение сразу же падает на жену убитого, но несмотря на настойчивость Кхихуна дело движется медленно. В это же время в личной жизни Кхихуна много проблем. И его жена, Сухён, и его любовница, Кахи, оказываются беременными. Ситуация осложняется тем, что жена и любовница — бывшие подруги. Напряженные взаимоотношения вынуждены разрешиться в результате несчастного случая: Кхихун и Кахи оказываются запертыми в багажнике автомобиля. На пороге гибели Кахи признаётся, что она и Сухён в юности были любовницами. Но потом Кахи влюбилась в Кхихуна. Боясь навсегда её потерять, Сухён вышла замуж за Кхихуна. Кхихун переживает физическое и эмоциональное испытание, которое коренным образом меняет всю его жизнь.

## Актёрский состав
| В ролях   |  | Персонаж |
| --------- |  | -------- |
| Хан Соккю |  | Кхихун   |
| Ли Ынчжу  |  | Кахи     |
| Сон Хён-а |  | Кхёнхи   |
| Ом Дживон |  | Сухён    |